# Freyr

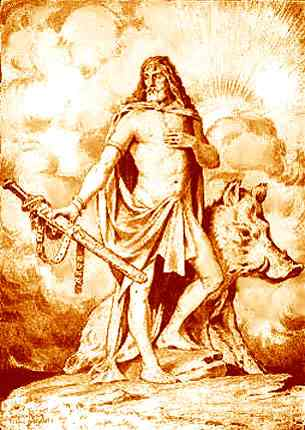
Freyr împreună cu mistrețul său într-o imagine din secolul al XIX-lea.

Fiu al zeului Njord și al zeiței Skadi, frate al zeiței Freya, Freyr este un zeu pașnic, ce aparține mitologiei nordice. El domnește asupra elementelor, a ploii și a soarelui, fiind zeul fecundității și a fertilității. Deține o navă magică (Skidhbladnir) care are mereu vânt bun pentru a transporta mărfurile, Freyr fiind și zeul navigației. Stăpânul elfilor (vezi Elf ), el este cel mai frumos dintre zeii scandinavici. 
Se spune că într-o zi, Freyr s-a așezat pe tronul lui Odin de unde se vede întreg universul și a zărit-o pe Gerd, o gigantă, fiica gigantului Gymir, îndrăgostindu-se de ea, atât de tare încât nu mai putea să vorbească, să mănânce și să doarmă. Giganta refuză, la început să devină soția zeului. În final, Gerd se căsătorește cu Freyr, fiind pețită de slujitorul acestuia, Skirnir, care primește ca răsplată sabia zeului.
Acest articol referitor la mitologia nordică  este deocamdată un ciot. Puteți ajuta Wikipedia prin completarea lui!
1. 1 2  IeSBE / Frei, v mifologii[*] Verificați valoarea |titlelink= (ajutor)